# Gregory Benford

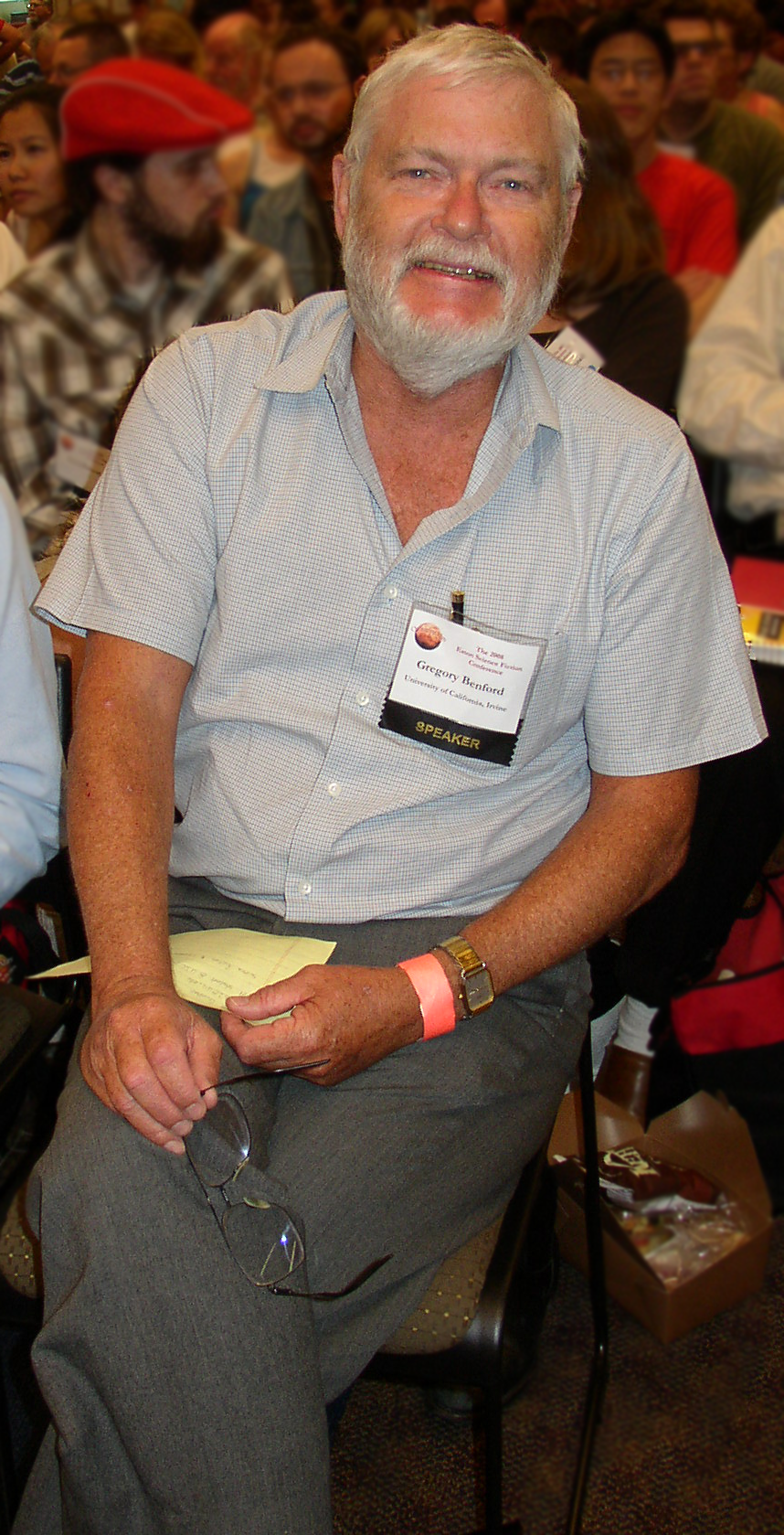
Gregory Benford

Gregory Albert Benford (* 30. Januar 1941 in Mobile, Alabama) ist ein US-amerikanischer Science-Fiction-Autor und Physiker, der an der University of California in Irvine lehrt.

## Leben
Nachdem Benford seine ersten acht Lebensjahre bei seiner Großmutter auf einer Farm verbracht hatte, folgte er, als Sohn eines Berufsoffiziers, den Fußstapfen seines Vaters, und lernte so u. a. Japan, Mexiko und Deutschland kennen. 1957 kehrte er in die USA zurück, schloss seine Hochschulreife ab und studierte danach an der University of California, San Diego Physik. 1967 promoviert, verbrachte er vier Jahre am Lawrence Radiation Laboratory und wurde 1971 Assistenz-Professor der Universität in Irvine, und 1979 ordentlicher Professor in San Diego. Er veröffentlichte zahlreiche wissenschaftliche Aufsätze (u. a. über relativistische Plasmaphysik, Astrophysik) und war ein Jahr Gastprofessor in Cambridge. Seine erste SF-Story veröffentlichte er 1965, und er schreibt seitdem, um einen Ausgleich neben seiner wissenschaftlichen Arbeit zu haben. 1989 war Benford Autor und Präsentator einer populärwissenschaftlichen achtteiligen Fernsehserie namens A Galactic Odyssey, in der die Standpunkte der modernen Physik und Astronomie zur Entwicklung der Galaxis dargestellt wurden (produziert vom japanischen Staatsfernsehen NHK).
2004 wurde er Fellow der American Physical Society.

## Werke
Benford hat einen Zwillingsbruder, Jim Benford, mit dem er bei einigen Science-Fiction-Geschichten und -Projekten zusammengearbeitet hat. Beide begannen im Science-Fiction-Fandom. Gregory Benford war außerdem Mitherausgeber des Fanzines „Void“.
Seine erste verkaufte Geschichte „Stand-In“ erschien in der Ausgabe vom Juni 1965 des „Magazine of Fantasy and Science Fiction“. 1969 begann er mit dem Schreiben einer regelmäßigen Kolumne in „Amazing Stories“.
Benford schreibt in erster Linie „harte Science Fiction“, in der er auch die Forschung verarbeitet, die er als praktizierender Wissenschaftler durchführt. Er hat mit verschiedenen Autoren zusammengearbeitet, unter anderem mit William Rotsler, David Brin und Gordon Eklund. Bekannt wurde er mit dem „Contact-Zyklus“, einer Reihe zusammenhängender Romane, die mit „Im Meer der Nacht“ begann. Diese Serie schildert die Milchstraße als Galaxie, in der sich das intelligente Leben seit Urzeiten im Krieg mit intelligenten Maschinen befindet.
Seinen Durchbruch erzielte er 1980 mit dem Zeitreise-Klassiker „Timescape“, der den Nebula Award und den John W. Campbell Memorial Award gewann. Der Roman verlieh schließlich einer Science-Fiction-Reihe ihren Namen, die später bei Pocket Books erschien.
Benford gab außerdem mehrere Sammelbände mit Alternativweltgeschichten heraus, ebenso wie Sammlungen von Hugo-Gewinnern. In den 1990ern schrieb er „Foundation’’s Fear“, einen Roman aus einer autorisierten Fortsetzungstrilogie zu Isaac Asimovs „Foundation-Trilogie“ – die anderen beiden Bücher wurden von David Brin und Greg Bear geschrieben. Andere in den 1990ern veröffentlichte Romane sind die in der nahen Zukunft angesiedelten Science-Fiction-Thriller „Cosm“ (1998), „The Martian Race“ (1999) und „Eater“ (2000).
Benford wurde für vier Hugo Awards (zwei Kurzgeschichten, zwei Romane) und 12 Nebula Awards (in allen Kategorien) nominiert. Einen weiteren Nebula gewann er für die Erzählung „If the Stars Are Gods“ (mit Gordon Eklund).

## Bibliografie

### Serien und Zyklen
Die Serien sind nach dem Erscheinungsjahr des ersten Teils geordnet.
Ocean / Galactic Center / Contact-Zyklus
- 1 In the Ocean of Night (1977)
  - Deutsch: Im Meer der Nacht. Übersetzt von Gerd Hallenberger. Heyne SF&F #3770, 1980, ISBN 3-453-30671-6.
- 2 Across the Sea of Suns (1984)
  - Deutsch: Durchs Meer der Sonnen. Übersetzt von Gottfried Feidel. Heyne SF&F #4237, 1985, ISBN 3-453-31225-2.
- 3 Great Sky River (1987)
  - Deutsch: Himmelsfluss. Übersetzt von Winfried Petri. Heyne SF&F #4694, 1994, ISBN 3-453-04276-X.
- Tides of Light (1989)
  - Deutsch: Lichtgezeiten. Übersetzt von Winfried Petri. Heyne SF&F #4761, 1994, ISBN 3-453-04474-6.
- Furious Gulf (1994)
  - Deutsch: Im Herzen der Galaxis. Übersetzt von Martin Gilbert. Heyne SF&F #5990, 2000, ISBN 3-453-14890-8.
- Sailing Bright Eternity (1995)
  - Deutsch: In leuchtender Unendlichkeit. Übersetzt von Martin Gilbert. Heyne SF&F #5991, 2000, ISBN 3-453-14895-9.

Kurzgeschichten:
- In the Ocean of Night (1972, in: Worlds of If, May-June 1972 [UK])
- Icarus Descending (in: The Magazine of Fantasy and Science Fiction, April 1973)
- Threads of Time (1974, in: Robert Silverberg (Hrsg.): Threads of Time)
- A Snark in the Night (in: The Magazine of Fantasy and Science Fiction, August 1977)
- A Hunger for the Infinite (1999, in: Robert Silverberg (Hrsg.): Far Horizons: All New Tales from the Greatest Worlds of Science Fiction)

Bradley Reynolds (Kurzgeschichten, mit Gordon Eklund)
- If the Stars Are Gods (1974, in: Terry Carr (Hrsg.): Universe 4)
  - Deutsch: Wenn die Sterne Götter wären. In: James Gunn (Hrsg.): Der Tag vor der Revolution. Moewig (Playboy Science Fiction #6732), 1982, ISBN 3-8118-6732-6.
- The Anvil of Jove (in: The Magazine of Fantasy and Science Fiction, July 1976)
  - Deutsch: Jupiters Amboß. In: Manfred Kluge (Hrsg.): Jupiters Amboß. Heyne SF&F #3587, 1978, ISBN 3-453-30482-9.
- Hellas Is Florida (in: The Magazine of Fantasy and Science Fiction, January 1977)
- If the Stars Are Gods (1977)
  - Deutsch: Der Bernsteinmensch. Hrsg. und mit einem Nachwort von Hans Joachim Alpers. Übersetzt von Rainer Schmidt. Moewig Science Fiction #3573, 1982, ISBN 3-8118-3573-4.
- Titan Falling (in: Amazing Stories, August 1980)

Time Gate (Kurzgeschichten)
- The Rose and the Scalpel (1989, in: Robert Silverberg und Bill Fawcett (Hrsg.): Time Gate)
- The Eagle and the Cross (1990, in: Robert Silverberg (Hrsg.): Dangerous Interfaces)

Against the Fall of Night
- Beyond the Fall of Night (1990; mit Arthur C. Clarke)
  - Deutsch: Jenseits der Dämmerung. Übersetzt von Walter Brumm. Heyne Allgemeine Reihe #8835, 1993, ISBN 3-453-07130-1.
- Against the Fall of Night / Beyond the Fall of Night (1991; mit Arthur C. Clarke)

Tales of Known Space – Man-Kzin Wars
- The Trojan Cat (1994, in: Larry Niven (Hrsg.): Man-Kzin Wars VI; mit Mark O. Martin)
  - Deutsch: Die trojanische Katze. In: Larry Niven (Hrsg.): Die trojanische Katze. Bastei-Lübbe SF Special #24272, 2000, ISBN 3-404-24272-6.
- A Darker Geometry (1995, in: Larry Niven (Hrsg.): Man-Kzin Wars VII; mit Mark O. Martin)
  - Deutsch: Eine dunkle Geometrie. Übersetzt von Ruggero Leo und Rainer Schumacher. Bastei-Lübbe SF Special #24302, 2002, ISBN 3-404-24302-1.

Adventures of Viktor & Julia
- 1 The Martian Race (1999)
  - Deutsch: Das Rennen zum Mars. Übersetzt von Martin Gilbert. Heyne SF&F #8308, 2002, ISBN 3-453-19667-8.
- 2 The Sunborn (2005)

Mammoth Dawn (mit Kevin J. Anderson)
- Mammoth Dawn (in: Analog Science Fiction and Fact, July-August 2002)
- Bringing Back the Mammoths (2015, in: Kevin J. Anderson und Gregory Benford: Mammoth Dawn)
- Mammoth Dawn: Full Novel Treatment and Proposal (2015, in: Kevin J. Anderson und Gregory Benford: Mammoth Dawn)

SETI Library (Kurzgeschichten)
- Orbitfall (in: Jim Baen’s Universe, December 2008)
- Ascending Everest (in: Jim Baen’s Universe, February 2009)
- Black Smoker (in: Jim Baen’s Universe, April 2009)
- Lathe of Evolution, Part 1 (in: Jim Baen’s Universe, August 2009; auch: Lathe of Evolution, Part 2)
- The Mars Mat (in: Jim Baen’s Universe, June 2009)
- The Grace of Tragedy (in: Jim Baen’s Universe, February 2010)
- The Sigma Structure Symphony (2012, in: David G. Hartwell (Hrsg.): The Palencar Project)

Bowl of Heaven (mit Larry Niven)
- 1 Bowl of Heaven (2012)
  - Deutsch: Himmelsjäger. Übersetzt von Andreas Brandhorst. Heyne, 2013, ISBN 978-3-453-31493-1.
- 2 Shipstar (2014)
  - Deutsch: Sternenflüge. Übersetzt von Andreas Brandhorst und Alexander Brockholt. Heyne, 2014, ISBN 978-3-453-31581-5.

### Romane
- Deeper Than the Darkness (1970)
- Jupiter Project (2 Teile in: Amazing Science Fiction, September 1972 ff.)
  - Deutsch: Das Jupiterprojekt. Übersetzt von Bernd Rullkötter. Boje-Weltraumabenteuer, 1978, ISBN 3-414-11970-6.
- The Stars in Shroud (3 Teile in: Galaxy, May 1978 ff.)
  - Deutsch: Die Asche des Imperiums. Übersetzt von Rainer Schmidt. Moewig Science Fiction #3651, 1984, ISBN 3-8118-3651-X.
- Shiva Descending (1980; mit William Rotsler)
  - Deutsch: Schiwas feuriger Atem. Hrsg. und mit einem Nachwort von Hans Joachim Alpers. Übersetzt von Karl H. Schulz. Moewig Science Fiction #3557, 1982, ISBN 3-8118-3557-2. Auch als: Wenn der Himmel auf die Erde stürzt. Übersetzt von Karl H. Schulz. BSV (Burgschmiet #35), ISBN 978-3-932234-35-4.
- Find the Changeling (1980; mit Gordon Eklund)
  - Deutsch: Die Masken des Alien. Hrsg. und mit einem Nachwort von Hans Joachim Alpers. Übersetzt von Rainer Schmidt. Moewig Science Fiction #3582, 1982, ISBN 3-8118-3582-3.
- Timescape (1980; auch: Vremenski pejzaž, 1990)
  - Deutsch: Zeitschaft. Übersetzt von Bernd W. Holzrichter. Moewig Science Fiction #3652, 1984, ISBN 3-8118-3652-8.
- Against Infinity (2 Teile in: Amazing Science Fiction, March 1983 ff.)
  - Deutsch: Wider die Unendlichkeit. Übersetzt von Bernd Holzrichter. Droemer Knaur (Knaur Science Fiction & Fantasy #5798), 1985, ISBN 3-426-05798-0.
- Time’s Rub (1984, Kurzroman)
  - Deutsch: Der Zahn der Zeit. In: Friedel Wahren (Hrsg.): Isaac Asimovs Science Fiction Magazin 28. Folge. Heyne SF&F #4366, 1987, ISBN 3-453-31368-2.
- Artifact (1985)
  - Deutsch: Artefakt. Übersetzt von Walter Brumm. Heyne SF&F #4363, 1987, ISBN 3-453-31366-6.
- Of Space/Time and the River (1985, Kurzroman)
- In the Heart of the Comet (1985; mit David Brin)
  - Deutsch: Im Herzen des Kometen. Übersetzt von Walter Brumm. Heyne SF&F #4236, 1986, ISBN 3-453-31224-4.
- At the Double Solstice (1986, Kurzroman)
- We Could Do Worse (1988, Kurzroman)
- Centigrade 233 (1990, Kurzroman)
- Matter’s End (1991, Kurzroman)
- Chiller (1993)
- Foundation’s Fear (Foundation-Zyklus: Second Foundation-Trilogie Bd. 1; 1997)
  - Deutsch: Der Aufstieg der Foundation. Übersetzt von Irene Holicki. Heyne SF&F #8301, 2000, ISBN 3-453-17926-9.
- Cosm (1998)
  - Deutsch: Cosm. Übersetzt von Irene Holicki. Heyne SF&F #6356, 2000, ISBN 3-453-17087-3.
- Cosm. Übersetzt von Irene Holicki. Heyne SF&F #6356, 2000, ISBN 3-453-17087-3.
- Eater (2000)
  - Deutsch: Eater. Übersetzt von Irene Holicki. Heyne SF&F #6415, 2002, ISBN 3-453-21348-3.
- Beyond Infinity (2004)
- The Final Now (Kurzroman in: Tor.com, March 4, 2010)
- Grace Immaculate (Kurzroman in: Tor.com, October 19, 2011)
- Backscatter (2013, Kurzroman)
- The Berlin Project (2017)
- Rewrite: Loops in the Timescape (2019)

### Sammlungen
- In Alien Flesh (1986)
- Matter’s End (1995)
- Worlds Vast and Various (2000)
- Immersion and Other Short Novels (2002)
- Anomalies (2012)
- The Galactic Center Companion, 2nd Edition (2014)
- Artifact / Cosm / Eater (2014, Omnibus)
- The Best of Gregory Benford (2015)
- Mammoth Dawn (2015; mit Kevin J. Anderson)
- New Ball Games for the Future (2018; mit Gordon Eklund)
- Bowl of Heaven and Shipstar (2020, Sammelausgabe; mit Larry Niven)

### Kurzgeschichten
1965
- Stand-In (in: The Magazine of Fantasy and Science Fiction, June 1965)

1966
- Representative From Earth (in: The Magazine of Fantasy and Science Fiction, January 1966; auch: Representative from Earth)
  - Deutsch: Die Aufnahmeprüfung. In: Wulf H. Bergner (Hrsg.): Mord in der Raumstation. Heyne SF&F #3122, 1968.
- Flattop (in: The Magazine of Fantasy and Science Fiction, May 1966)
  - Deutsch: Die Marspflanze. In: Wulf H. Bergner (Hrsg.): Die Menschenfarm. Heyne SF&F #3081, 1966.

1969
- Deeper Than the Darkness (in: The Magazine of Fantasy and Science Fiction, April 1969)
- Sons of Man (in: Amazing Stories, November 1969)

1970
- Nobody Lives on Burton Street (in: Amazing Science Fiction, May 1970)
  - Deutsch: Aufruhr in der Burton Street. In: Walter Spiegl (Hrsg.): Science-Fiction-Stories 46. Ullstein 2000 #87 (3118), 1975, ISBN 3-548-03118-8.
- The Scarred Man (in: Venture Science Fiction Magazine, May 1970)
- The Prince of New York (in: Fantastic, June 1970; mit Laurence Littenberg)
- Treaty (in: Fantastic, August 1970; mit David Book)
- 3:02 P.M., Oxford (in: If, September-October 1970)
- The Movement (in: Fantastic, October 1970)
- Inalienable Rite (1970, in: Marilyn Hacker und Samuel R. Delany (Hrsg.): Quark/1)

1971
- But the Secret Sits (in: Galaxy Magazine, March 1971)
- Star Crossing (in: If, March-April 1971; mit Donald Franson)
- Battleground (in: If, May-June 1971; mit James Benford)
- West Wind, Falling (1971, in: Terry Carr (Hrsg.): Universe 1; mit Gordon Eklund)

1972
- And the Sea Like Mirrors (1972, in: Harlan Ellison (Hrsg.): Again, Dangerous Visions)

1974
- Man in a Vice (in: Amazing Science Fiction, February 1974)
- Nobody Lives Around There (in: Vertex: The Magazine of Science Fiction, February 1974)

1975
- Doing Lennon (in: Analog Science Fiction/Science Fact, April 1975)
- White Creatures (1975, in: Robert Silverberg (Hrsg.): New Dimensions Science Fiction Number 5)
- Beyond Grayworld (in: Analog Science Fiction/Science Fact, September 1975)
- Cambridge, 1:58 A.M. (1975, in: Roger Elwood und Robert Silverberg (Hrsg.): Epoch)
- John of the Apocalypse (1975, in: George Zebrowski (Hrsg.): Tomorrow Today; mit James Benford)

1976
- How It All Went (in: Amazing Stories, March 1976)
- What Did You Do Last Year? (1976, in: Terry Carr (Hrsg.): Universe 6; mit Gordon Eklund)
- Marauder! (1976, in: Charles N. Brown (Hrsg.): Alien Worlds)
- Seascape (1976, in: Jack Dann und George Zebrowski (Hrsg.): Faster Than Light; auch: Pebble Among the Stars, 1989)
  - Deutsch: Seewelt. In: Jack Dann, George Zebrowski und Jack M. Dann (Hrsg.): Zwölfmal schneller als das Licht. Bastei Lübbe Science Fiction Special #24101, 1987, ISBN 3-404-24101-0.

1977
- Knowing Her (1977, in: Robert Silverberg (Hrsg.): New Dimensions Science Fiction Number 7)
- Homemaker (in: Cosmos Science Fiction and Fantasy Magazine, May 1977)

1978
- Nooncoming (1978, in: Terry Carr (Hrsg.): Universe 8)
- Starswarmer (in: Analog Science Fiction/Science Fact, June 1978)
- In Alien Flesh (in: The Magazine of Fantasy and Science Fiction, September 1978)
  - Deutsch: In fremdem Fleisch. In: Manfred Kluge (Hrsg.): Die Trägheit des Auges. Heyne SF&F #3659, 1979, ISBN 3-453-30574-4.
- Old Woman by the Road (in: Jim Baen (als James Patrick Baen) (Hrsg.): Destinies, November-December 1978)
  - Deutsch: Alte Frau am Straßenrand. In: Hans Joachim Alpers (Hrsg.): Kopernikus 8. Moewig Science Fiction #3599, 1982, ISBN 3-8118-3599-8.
- A Hiss of Dragon (in: Omni, December 1978; mit Marc Laidlaw)
  - Deutsch: Drachen-Beeren. In: Margaret Weis (Hrsg.): Drachen füttern verboten. Bastei-Lübbe Fantasy #20256, 1983, ISBN 3-404-20256-2. Auch als: Drachenschnauben. In: Ben Bova (Hrsg.): Das Beste aus Omni 2. Goldmann Science Fiction #23422, 1983, ISBN 3-442-23422-0.

1979
- Time Guide (in: Jim Baen (als James Patrick Baen) (Hrsg.): Destinies, January-February 1979)
- Calibrations and Exercises (1979, in: Robert Silverberg (Hrsg.): New Dimensions Science Fiction Number 9)
- Redeemer (in: Analog Science Fiction/Science Fact, April 1979)
- Dark Sanctuary (in: Omni, May 1979)
  - Deutsch: Dunkles Asyl. In: Hans Joachim Alpers (Hrsg.): Planet ohne Hoffnung. Droemer Knaur (Knaur Science Fiction & Fantasy #5735), 1981, ISBN 3-426-05735-2.
- Time Shards (1979, in: Terry Carr (Hrsg.): Universe 9)

1980
- Pick an Orifice (in: Jim Baen (als James Patrick Baen) (Hrsg.): Destinies, Fall 1980)

1981
- Shall We Take a Little Walk? (in: Jim Baen (als James Patrick Baen) (Hrsg.): Destinies, Winter 1981)
- Cadenza (1981, in: Robert Silverberg und Marta Randall (Hrsg.): New Dimensions 12)
- Exposures (in: Isaac Asimov’s Science Fiction Magazine, July 6, 1981)
  - Deutsch: Belichtungen. In: Friedel Wahren (Hrsg.): Isaac Asimovs Science Fiction Magazin 17. Folge. Heyne SF&F #3958, 1983, ISBN 3-453-30889-1.
- Slices (1981, in: Jim Baen (als James Patrick Baen) (Hrsg.): Destinies (August 1981))
- Swarmer, Skimmer (in: Science Fiction Digest, October-November 1981)
  - Deutsch: Schwärmer – schneller. In: Terry Carr (Hrsg.): Die schönsten Science Fiction Stories des Jahres: Band 2. Heyne SF&F #4047, 1984, ISBN 3-453-30990-1.

1982
- Last Word (Omni, March 1982) (in: Omni, March 1982)
- The Other Side of the River (in: Rigel Science Fiction, #4 Spring 1982)
- Valhalla (in: The Magazine of Fantasy & Science Fiction, April 1982)
- Lazarus Rising (in: Isaac Asimov’s Science Fiction Magazine, July 1982)
  - Deutsch: Die Auferstehung des Lazarus. In: Friedel Wahren (Hrsg.): Isaac Asimovs Science Fiction Magazin 21. Folge. Heyne SF&F #4069, 1984, ISBN 3-453-31014-4.
- Relativistic Effects (1982, in: Alan Ryan (Hrsg.): Perpetual Light)
  - Deutsch: Relativistische Effekte. In: Terry Carr (Hrsg.): Die schönsten Science Fiction Stories des Jahres: Band 3. Heyne SF&F #4165, 1985, ISBN 3-453-31123-X.

1983
- The Touch (1983, in: Don Myrus (Hrsg.): The Best of Omni Science Fiction No. 5)

1984
- Me/Days (1984, in: Terry Carr (Hrsg.): Universe 14)

1985
- Immortal Night (in: Omni, April 1985)
- To the Storming Gulf (in: The Magazine of Fantasy & Science Fiction, April 1985)
  - Deutsch: Hinunter zum stürmischen Golf. In: Wolfgang Jeschke (Hrsg.): Heyne Science Fiction Jahresband 1991. Heyne SF&F #4770, 1991, ISBN 3-453-04477-0.
- Of Space/Time and the River (1985; auch: Of Space-Time and the River, 1986)
  - Deutsch: Von Raum-Zeit und dem Fluß. In: Pamela Sargent und Ian Watson (Hrsg.): Das unentdeckte Land. Bastei Lübbe Science Fiction Special #24112, 1988, ISBN 3-404-24112-6. Auch als: Raum-Zeit-Fluß. In: Friedel Wahren (Hrsg.): Isaac Asimov’s Science Fiction Magazin 39. Folge. Heyne SF&F #4906, 1992, ISBN 3-453-05830-5.
- Time’s Rub (1985)
  - Deutsch: Der Zahn der Zeit. In: Friedel Wahren (Hrsg.): Isaac Asimovs Science Fiction Magazin 28. Folge. Heyne SF&F #4366, 1987, ISBN 3-453-31368-2.

1986
- Newton Sleep (in: The Magazine of Fantasy & Science Fiction, January 1986)
- Snatching the Bot (1986, in: Gregory Benford: In Alien Flesh)
- Dancing with the Straw Man (in: Jerry Pournelle und Jim Baen (Hrsg.): Far Frontiers, Volume V/Spring 1986)
- As Big as the Ritz (in: Interzone, #18 Winter 1986)
- Freezeframe (in: Interzone, #17 Autumn 1986)
- To the Storming Golf (1986)
  - Deutsch: Hinunter zum stürmischen Golf. In: Wolfgang Jeschke (Hrsg.): Heyne Science Fiction Jahresband 1991. Heyne SF&F #4770, 1991, ISBN 3-453-04477-0.

1987
- The Gods of the Gaps (1987, in: Janet Morris (Hrsg.): Crusaders in Hell)
- Mandikini (1987, in: Byron Preiss (Hrsg.): The Universe)
- What Are You Going to Be When You Grow Up? (1987, in: Jane Yolen, Martin H. Greenberg und Charles G. Waugh (Hrsg.): Spaceships and Spells)

1988
- Proselytes (1988, in: Lou Aronica und Shawna McCarthy (Hrsg.): Full Spectrum)
- Proserpina’s Daughter (1988; mit Paul A. Carter)
  - Deutsch: Proserpinas Tochter. In: George Zebrowski (Hrsg.): Synergy 3: Neue Science Fiction. Heyne SF&F #4927, 1992, ISBN 3-453-05848-8.

1989
- All the Beer on Mars (in: Isaac Asimov’s Science Fiction Magazine, January 1989)
- Alphas (in: Amazing Stories, March 1989)
  - Deutsch: Alphas. In: Arthur W. Saha und Donald A. Wollheim (Hrsg.): Die besten Stories der amerikanischen Science Fiction: Worlds Best SF 9. Bastei Lübbe Science Fiction Special #24132, 1990, ISBN 3-404-24132-0.
- Mozart on Morphine (in: The Magazine of Fantasy & Science Fiction, October 1989)
- Iceborn (1989, in: Poul Anderson (Hrsg.), Paul A. Carter und Gregory Benford: The Saturn Game / Iceborn; mit Paul A. Carter)
- Leviathan (in: Omni, November 1989)

1990
- Warstory (in: Isaac Asimov’s Science Fiction Magazine, January 1990)
- Latter-Day Martian Chronicles (in: Omni, July 1990)

1991
- Dread Moon (1991, in: Bill Fawcett (Hrsg.): The Jupiter War)
- Manassas, Again (in: Isaac Asimov’s Science Fiction Magazine, October 1991)
- Touches (in: Amazing Stories, December 1991)

1992
- Down the River Road (1992, in: Martin H. Greenberg (Hrsg.): After the King: Stories in Honor of J. R. R. Tolkien)
  - Deutsch: Den Strom hinab. In: Martin H. Greenberg (Hrsg.): Die Erben des Rings: J. R. R. Tolkien zu Ehren. Bastei Lübbe, 1999, ISBN 3-404-13803-1.
- Rumbling Earth (in: Aboriginal Science Fiction, Summer 1992)
- World Vast, World Various (1992, in: Robert Silverberg und Martin H. Greenberg (Hrsg.): Murasaki)
- Shakers of the Earth (1992, in: Byron Preiss und Robert Silverberg (Hrsg.): The Ultimate Dinosaur)

1993
- The Dark Backward (in: Amazing Stories, February 1993; auch: In the Dark Backward, 2000)

1994
- Doing Alien (in: The Magazine of Fantasy & Science Fiction, March 1994)
- The Bigger One (in: Science Fiction Age, May 1994)
- Not of an Age (1994, in: Katharine Kerr und Martin H. Greenberg (Hrsg.): Weird Tales from Shakespeare)
- Soon Comes Night (in: Asimov’s Science Fiction, August 1994)
- Strong Instinct (1994, in: Richard Gilliam, Thomas R. Hanlon und Martin H. Greenberg (Hrsg.): South from Midnight; mit Mark O. Martin)

1995
- Side Effect (1995, in: Gregory Benford: Matter’s End)
- Sleepstory (1995, in: Gregory Benford: Matter’s End)
- Deep Eyes (in: Analog Science Fiction and Fact, April 1995)
- Kollapse (in: Interzone, #94 April 1995)
- A Desperate Calculus (1995, in: Greg Bear und Martin H. Greenberg (Hrsg.): New Legends; auch: A Calculus of Desperation, 2000)
- High Abyss (1995, in: Greg Bear und Martin H. Greenberg (Hrsg.): New Legends)
- A Tapestry of Thought (1995, in: Kim Mohan (Hrsg.): Amazing Stories: The Anthology)
- A Worm in the Well (in: Analog Science Fiction and Fact, November 1995)
- A Darker Geometry (1995; mit Mark O. Martin)
  - Deutsch: Eine dunkle Geometrie. In: Larry Niven (Hrsg.): Outsider. Bastei-Lübbe SF Special #24277, 2000, ISBN 3-404-24277-7.

1996
- Immersion (in: Science Fiction Age, March 1996)
- Paris Conquers All (Reihe: War of the Worlds: Global Dispatches, in: The Magazine of Fantasy & Science Fiction, March 1996; mit David Brin)
  - Deutsch: Paris schlägt zurück. In: Ronald M. Hahn (Hrsg.): Der Dunkelstern. Heyne SF&F #5934, 1998, ISBN 3-453-13331-5.
- Zoomers (1996, in: Martin H. Greenberg und Larry Segriff (Hrsg.): Future Net)
  - Deutsch: Zoomer. In: Christian Persson (Hrsg.): c’t 2006 / 8. Heise c’t #200608, 2006.

1997
- The Voice (in: Science Fiction Age, May 1997)
- New Ninevehs (1997, in: Stephen McClelland (Hrsg.): Future Histories: Award-winning Science Fiction Writers Predict Twenty Tomorrows for Communications)
- Early Bird (1997, in: Brad Linaweaver und Edward E. Kramer (Hrsg.): Free Space)
- Galaxia (in: Science Fiction Age, July 1997)
- A Cold Dry Cradle (in: Science Fiction Age, November 1997; mit Elisabeth Malartre)

1998
- Ordinary Aliens (1998, in: Ed Gorman und Martin H. Greenberg (Hrsg.): The UFO Files)
- A Pit Which Has No Bottom (in: Age of Wonder, #1, Winter 1998)
- Slow Symphonies of Mass and Time (1998, in: Martin H. Greenberg (Hrsg.): Lord of the Fantastic: Stories in Honor of Roger Zelazny)
- A Dance to Strange Musics (in: Science Fiction Age, November 1998)

2000
- Taking Control (in: Nature, August 3, 2000)
- As Big As the Ritz (revised) (2000, in: Gregory Benford: Worlds Vast and Various)

2001
- Three Gods (in: Interzone, #171 September 2001)
- Ménage à Trois (in: Interzone, #173 November 2001)
- Brink (in: Sci Fiction, December 5, 2001)
- Anomalies (2001, in: Al Sarrantonio (Hrsg.): Redshift: Extreme Visions of Speculative Fiction)

2002
- Around the Curve of a Cosmos (in: Sci Fiction, March 6, 2002)
- The Goldilocks Problem (2002, in: Wil McCarthy, Martin H. Greenberg und John Helfers (Hrsg.): Once upon a Galaxy)
- The Clear Blue Seas of Luna (in: Asimov’s Science Fiction, October-November 2002)

2003
- On the Edge (2003, in: Janis Ian und Mike Resnick (Hrsg.): Stars: Original Stories Based on the Songs of Janis Ian)
- Naturals (in: Interzone, #191 September 2003)
- The Hydrogen Wall (in: Asimov’s Science Fiction, October-November 2003)

2004
- Ol’ Gator (in: Oceans of the Mind, #11, Spring 2004)
- Station Spaces (2004, in: Martin H. Greenberg und John Helfers (Hrsg.): Space Stations)
- The First Commandment (in: Sci Fiction, May 19, 2004)
- Blood’s a Rover (2004, in: T. K. F. Weisskopf (Hrsg.): Cosmic Tales: Adventures in Sol System)
- Twenty Two Centimeters (in: Oceans of the Mind, #14, Winter 2004)

2005
- Beyond Pluto (2005, in: T. K. F. Weisskopf (Hrsg.): Cosmic Tales II: Adventures in Far Futures)
- Useful Agonies (in: Oceans of the Mind, #15, Spring 2005)
- A Life with a Semisent (in: Nature, May 12, 2005; auch: The Semisent, 2006)
- On the Brane (2005, in: Martin H. Greenberg (Hrsg.): Gateways)
- The Pain Gun (in: Analog Science Fiction and Fact, July-August 2005)
- Iraqi Heat (2005, in: Martin H. Greenberg und John Helfers (Hrsg.): In the Shadow of Evil)
- The Man Who Wasn’t There (in: Cosmos: The Science of Everything, August 2005)

2006
- Applied Mathematical Theology (in: Nature, March 2, 2006)
- Bow Shock (in: Jim Baen’s Universe, June 2006)
- Robowar (in: Jim Baen’s Universe, August 2006)
- The Gorgon’s Head (2006, in: Mike Resnick (Hrsg.): Space Cadets; mit Elisabeth Malartre)

2007
- I Could’ve Done Better (in: Jim Baen’s Universe, February 2007; mit David Brin)
- Dark Heaven (2007, in: Mike Resnick (Hrsg.): Alien Crimes)
- The Worm Turns (2007, in: Gardner Dozois und Jonathan Strahan (Hrsg.): The New Space Opera)
- How to Write a Scientific Paper (2007, in: Mike Resnick (Hrsg.): This Is My Funniest 2: Leading Science Fiction Writers Present Their Funniest Stories Ever)
- Reasons Not to Publish (in: Nature Physics, December 2007)

2008
- The Champagne Award (in: Nature, February 14, 2008)
- SETI for Profit (in: Nature, April 24, 2008)

2009
- Caveat Time Traveller (in: Nature, April 2, 2009; auch: Caveat Time Traveler, 2013)
- Paradise Afternoon (in: Flurb: A Webzine of Astonishing Tales, Issue #8, Fall-Winter, 2009)

2010
- Tiny Elephants (in: Jim Baen’s Universe, February 2010)
- Penumbra (in: Nature, June 10, 2010)
- Gravity’s Whispers (in: Nature, July 15, 2010)
- Shadows of the Lost (2010, in: Elizabeth Anne Hull (Hrsg.): Gateways; mit Elisabeth Malartre)
- Mercies (2010, in: Jonathan Strahan (Hrsg.): Engineering Infinity)

2011
- Eagle (2011, in: Gordon Van Gelder (Hrsg.): Welcome to the Greenhouse)

2012
- Comes the Evolution (2012, in: Gregory Benford: Anomalies)
- Twenty-Two Centimeters (2012, in: Gregory Benford: Anomalies)

2013
- Think Big (in: Nature, July 18, 2013)
- Coda: Atmosphaera Incognita (2013, in: James Benford und Gregory Benford: Starship Century: Toward the Grandest Horizon)
- The Man Who Sold the Stars (2013, in: James Benford und Gregory Benford: Starship Century: Toward the Grandest Horizon)
- Banner of the Angels (2013, in: David Conyers, David Kernot und Jeff Harris (Hrsg.): Extreme Planets; mit David Brin)
- Leaving Night (in: Lightspeed, December 2013)

2014
- Bloodpride (2014, in: Greg Bear und Gardner Dozois (Hrsg.): Multiverse: Exploring Poul Anderson’s Worlds)
- Lady with Fox (2014, in: Ben Bova und Eric Choi (Hrsg.): Carbide Tipped Pens: Seventeen Tales of Hard Science Fiction)

2015
- Aspects (2015, in: Jonathan Strahan (Hrsg.): Meeting Infinity)
- The Third Chimp (2015, in: Paul Levinson und Michael Waltemathe (Hrsg.): Touching the Face of the Cosmos: On the Intersection of Space Travel and Religion)

2016
- Vortex (in: The Magazine of Fantasy & Science Fiction, January-February 2016)
- Elderjoy (in: Analog Science Fiction and Fact, March 2016)
- Mice Among Elephants (2016, in: Jonathan Strahan (Hrsg.): Bridging Infinity; mit Larry Niven)

2017
- A Surprise Beginning (2017, in: Seat 14C)
- Shadows of Eternity (2017, in: Nick Gevers (Hrsg.): Extrasolar)

2018
- The Good of the Game (2018, in: Gregory Benford und Gordon Eklund: New Ball Games for the Future; mit Gordon Eklund)
- Red Planet Reds (2018, in: Gregory Benford und Gordon Eklund: New Ball Games for the Future; mit Gordon Eklund)
- Physics Tomorrow: A News Item of the Year 2116 (in: Analog Science Fiction and Fact, March-April 2018)
- A Waltz in Eternity (in: Galaxy’s Edge, Issue 35: November 2018)

2019
- Rave on (in: Galaxy’s Edge, Issue 40: September 2019)

2020
- Cooling Chaos (in: Analog Science Fiction and Fact, March-April 2020)

### Anthologien
- Hitler Victorious: Eleven Stories of the German Victory in World War II (1986; mit Martin H. Greenberg)
- Nuclear War (1988; mit Martin H. Greenberg)
- The Saturn Game / Iceborn (1989; mit Poul Anderson und Paul A. Carter)
- Far Futures (1995)
- The New Hugo Winners, Volume IV (1997)
- Nebula Awards Showcase 2000 (2000)
- Skylife: Space Habitats in Story and Science (2000; mit George Zebrowski)
- Microcosms (2004)
- Merlin (2004)
- Sentinels: In Honor of Arthur C. Clarke (2010; mit George Zebrowski)
- Starship Century: Toward the Grandest Horizon (2013; mit James Benford)
- The Mars Girl / As Big As the Ritz (2016; mit Joe Haldeman)

What Might Have Been? (mit Martin H. Greenberg)
- 1 Alternate Empires (1989)
- 2 Alternate Heroes (1990)
- 3 Alternate Wars (1991)
- 4 Alternate Americas (1992)
- What Might Have Been: Volumes 1 & 2: Alternate Empires / Alternate Heroes (Sammelausgabe von 1 und 2; 1990)
- What Might Have Been: Volumes 3 & 4: Alternate Wars / Alternate Americas (Sammelausgabe von 3 und 4; 1992)

### Sachliteratur
- The Designer’s Universe (1991)
- Deep Time: How Humanity Communicates Across Millennia (1999)
- Beyond Human: Living with Robots and Cyborgs (2007; mit Elisabeth Malartre)
- The Wonderful Future That Never Was (2010)
- The Amazing Weapons That Never Were (2012)
- Bridges to Science Fiction and Fantasy: Outstanding Essays from the J. Lloyd Eaton Conferences (2018; mit Joseph D. Miller, Howard V. Hendrix und Gary Westfahl)
- Science Fiction and the Dismal Science: Essays on Economics in and of the Genre (2019; mit Gary Westfahl, Howard V. Hendrix und Jonathan Alexander)